# Pållatjärnen (Ljusdals socken, Hälsingland, 687574-152001)
Pållatjärnen är en sjö i Ljusdals kommun i Hälsingland och ingår i Delångersåns huvudavrinningsområde.